# Bolbitius demangei
Bolbitius demangei är en svampart som tillhör divisionen basidiesvampar, och som först beskrevs av Lucien Quélet, och fick sitt nu gällande namn av Pier Andrea Saccardo och Domenico Saccardo. Bolbitius demangei ingår i släktet Bolbitius, och familjen Bolbitiaceae. Arten har ej påträffats i Sverige.